# Gründerväter der Europäischen Union
Als Gründerväter Europas bezeichnet die Europäische Union eine Gruppe von Persönlichkeiten, die als Vordenker der Europäischen Integration gewirkt und die Geschichte der Europäischen Union geprägt haben.
| Bild | Name               | Land                   | Beschreibung |
| ---- | ------------------ | ---------------------- | --- |
|      | Konrad Adenauer    | Westdeutschland        | Erster Kanzler der Bundesrepublik Deutschland (1949–1963). Gemeinsam mit Charles de Gaulle Initiator der deutsch-französischen Aussöhnung. Der am 22. Januar 1963 von beiden unterzeichnete Élysée-Vertrag begründete die deutsch-französische Zusammenarbeit. |
|      | Joseph Bech        | Luxemburg              | Joseph Bech war einer der Unterzeichner des Benelux-Vertrags. In der Nachkriegsphase wirkte er in seinen verschiedenen Regierungsämtern aktiv am europäischen Integrationsprozess mit. Er gilt als Mitbegründer der Montanunion und nahm an der Konferenz von Messina im Juni 1955 teil, welche die Absicht zur Gründung der Europäischen Atomgemeinschaft (EURATOM) und des europäischen Binnenmarkts formulierte. 1957 wurden die Römischen Verträge (EURATOM-Vertrag und Vertrag zur Gründung der Europäischen Wirtschaftsgemeinschaft (EWG)) unterzeichnet. |
|      | Johan Willem Beyen | Niederlande            | Beyen hatte als niederländischer Außenminister maßgeblichen Anteil am Zustandekommen der Europäischen Wirtschaftsgemeinschaft. |
|      | Winston Churchill  | Vereinigtes Königreich | Der britische Premierminister (1940–1945 und 1951–1955) machte den Begriff der Vereinigten Staaten von Europa als Garant für den Frieden bekannt. |
|      | Alcide De Gasperi  | Italien                | Italienischer Premier- und Außenminister von 1945 bis 1953; prägte die politische Entwicklung Italiens in den Nachkriegsjahren. Er war aktiv am Aufbau der Montanunion beteiligt. |
|      | Walter Hallstein   | Westdeutschland        | Der Vertrag zur Gründung der Europäischen Gemeinschaft (EWG-Vertrag) wurde maßgeblich von Hallstein mitentworfen. 1958 wurde er zum ersten Präsidenten der Kommission der Europäischen Wirtschaftsgemeinschaft gewählt. |
|      | Sicco Mansholt     | Niederlande            | 1958 gewählt als einer der Kommissare der neu entstandenen Europäischen Kommission und Vizepräsident der EWG-Kommission. Nach dem Übergang der EWG in die EG war Mansholt Vizepräsident der EG-Kommission und wurde 1972 und 1973 für sieben Monate Präsident der Europäischen Kommission. Als Agrarpolitiker maßgeblich für die Entwicklung der Gemeinsamen Agrarpolitik verantwortlich. |
|      | Jean Monnet        | Frankreich             | Ehrenbürger Europas. Urheber des Schuman-Plans, 1952–1955 Präsident der Hohen Behörde der Montanunion (EGKS), Mitbegründer und Vorsitzender des Aktionskomitees für die Vereinigten Staaten von Europa (ACUSE) 1955–1975. |
|      | Robert Schuman     | Frankreich             | Französischer Außenminister (1948–1952), bereitete gemeinsam mit Jean Monnet mit dem Schuman-Plan den Weg zur Schaffung der Montanunion. 1958 Präsident des Europäischen Parlaments. |
|      | Paul-Henri Spaak   | Belgien                | 1946 Präsident der ersten UN-Generalversammlung. 1949–1951 Vorsitzender der parlamentarischen Versammlung des Europarats. 1950–1955 Leiter des Internationalen Rates der Europäischen Bewegung. 1952–1954 Präsident der Gemeinsamen Versammlung der EGKS. 1955 Vorsitzender eines Ausschusses auf der Konferenz von Messina, dessen „Spaak-Bericht“ die Römischen Verträge vorbereitete. 1957–1961 NATO-Generalsekretär. |
|      | Altiero Spinelli   | Italien                | Maßgeblich beteiligt an dem nach ihm „Spinelli-Entwurf“ genannten Entwurf eines Vertrages zur Gründung der Europäischen Union. Dieser wurde 1984 vom Europäischen Parlament angenommen und beeinflusste die Gestaltung der EU-Verträge in den 1980er und 1990er Jahren. |